# Anything but Love
Anything but Love ist ein Lied und die Debütsingle des deutschen Sängers Daniel Schuhmacher, mit dem er im Mai 2009 die sechste Staffel von Deutschland sucht den Superstar gewann.

## Entstehung und Veröffentlichung
Getextet und komponiert wurde das Lied von Dieter Bohlen. Für die Produktion zeichnete Joachim Mezei, unter seinem Pseudonym Dreamfactory, verantwortlich.
Die Erstveröffentlichung von Anything but Love erfolgte als Single am 15. Mai 2009 bei Columbia Records. Diese erschien als CD-Maxi-Single (Katalognummer: 88697 523542) und Download mit drei verschiedenen Versionen des Liedes sowie einigen Filmaufnahmen als „Extras“. Am 19. Juni 2009 erschien das Lied als Teil von Schuhmachers Debütalbum The Album (Katalognummer: 88697 523492).

## Deutschland such sen Superstar
Im Finale der sechsten Deutschland-sucht-den-Superstar-Staffel wurde der Titel von Daniel Schuhmacher und Sarah Kreuz erstmals gesungen. In der Jury der Staffel saßen neben Dieter Bohlen, Nina Eichinger und Volker Neumüller. Nach einem sehr knappen Sieg (50,47 % Prozent) gewann Schuhmacher mit seiner Version von Anything but Love die Staffel, erhielt einen Plattenvertrag bei Columbia Records und durfte seinen Titel dort als Single veröffentlichen.

## Musikvideo
Das Musikvideo entstand wenige Tage nach dem Finale im Mai 2009, unter der Regie von Nikolaj Georgiew. Im Mai 2017 wurde es nach einer Einigung mit der GEMA erneut auf YouTube veröffentlicht, wo es bis November 2024 811 Tausend Aufrufe zählte.

## Kommerzieller Erfolg

### Chartplatzierungen
Anything but Love avancierte zum Nummer-eins-Hit in Deutschland, Österreich und der Schweiz. Während es für Bohlen in Deutschland bereits der 16. Nummer-eins-Hit als Autor war, erreichte er in Österreich zum neunten Mal und in der Schweiz zum achten Mal die Chartspitze in dieser Funktion.
| ChartsChartplatzierungen | Höchstplatzierung | Wochen |
| ------------------------ | ----------------- | ------ |
| Deutschland (GfK)        | 1 (10 Wo.)        | 10     |
| Österreich (Ö3)          | 1 (11 Wo.)        | 11     |
| Schweiz (IFPI)           | 1 (8 Wo.)         | 8      |

| ChartsJahrescharts (2009) | Platzierung |
| ------------------------- | ----------- |
| Deutschland (GfK)         | 19          |
| Österreich (Ö3)           | 36          |
| Schweiz (IFPI)            | 72          |

### Auszeichnungen für Musikverkäufe
Die Single verkaufte sich laut Quellen über 270.000 Mal, davon sind 150.000 Einheiten durch Schallplattenauszeichnungen belegt.
| Land/Region        | Auszeichnungen für Musikverkäufe (Land/Region, Auszeichnung, Verkäufe) | Verkäufe |
| ------------------ | ---------------------------------------------------------------------- | -------- |
| Deutschland (BVMI) | Gold                                                                   | 150.000  |
| Insgesamt          | 1× Gold ·                                                              | 150.000  |